# Stefan de Castenedolo Kasprzycki

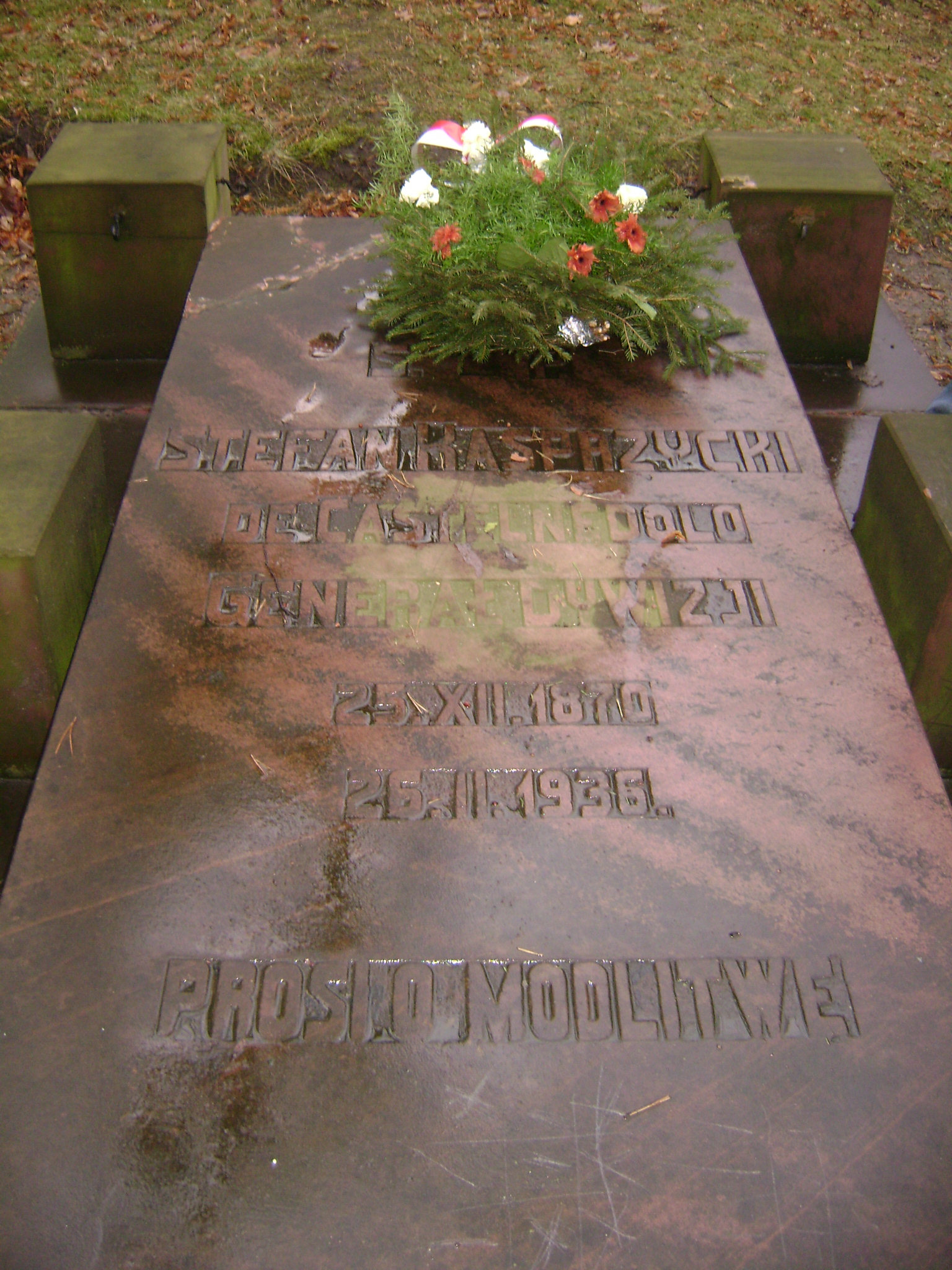
Grób Stefana Kasprzyckiego w Grudziądzu

Stefan Kasprzycki de Castenedolo  (ur. 25 grudnia 1870 w Czerniowcach, zm. 26 lutego 1936 w Otwocku) – generał dywizji Wojska Polskiego.

## Życiorys
Ukończył szkołę oficerów kawalerii w austriackiej Akademii Wojskowej w Wiener Neustadt. Mianowany podporucznikiem w 1891, służył zawodowo w c.k. armii. W 1913 ukończył Wyższą Szkołę Wojenną i awansował do stopnia majora.
Podczas I wojny światowej dowodził dywizjonem kawalerii, a także pełnił funkcje sztabowe. Na stopień podpułkownika został mianowany 1 listopada 1915 roku. Jego oddziałem macierzystym był 1 Galicyjski Pułk Ułanów. 23 października 1918 objął dowództwo 11 pułku ułanów. Po dziesięciu dniach dostał się do niewoli włoskiej, w której przebywał do czerwca 1919.
12 lipca 1919 został przyjęty został do Wojska Polskiego w stopniu pułkownika i mianowany szefem Komisji Zakupów w Wiedniu. 30 sierpnia tego samego roku został organizatorem i komendantem Centralnej Szkoły Podoficerów Kawalerii w Przemyślu. W sierpniu 1920 objął stanowisko komendanta Centralnej Szkoły Jazdy w Grudziądzu. Wniósł duży wkład w rozwój tej placówki, za co został udekorowany Krzyżem Komandorskim Orderu Polonia Restituta.
30 września 1920 został zatwierdzony z dniem 1 kwietnia 1920 w stopniu pułkownika, w kawalerii, w grupie oficerów byłej armii austriacko-węgierskiej. 3 maja 1922 został zweryfikowany w stopniu generała brygady ze starszeństwem z dniem 1 czerwca 1919 i 16. lokatą w korpusie generałów. 1 grudnia 1924 roku Prezydent RP Stanisław Wojciechowski awansował go do stopnia generała dywizji ze starszeństwem z dniem 15 sierpnia 1924 i 4. lokatą w korpusie generałów.
Z dniem 1 marca 1927 został mu udzielony dwumiesięczny urlop z zachowaniem uposażenia, a z dniem 30 kwietnia tego roku został przeniesiony w stan spoczynku. Nowe władze nie wyraziły zgody na oficjalne uroczyste pożegnanie odchodzącego komendanta CSJ. Jednakże podchorążowie zaprosili generała na pożegnalny obiad, a po jego zakończeniu wyprzęgli konie z jego powozu i stanęli na ich miejscu, żeby następnie, maszerując przez cały Grudziądz, odwieźć generała do domu.
Stefan Kasprzycki nigdy nie wrócił do czynnej służby. Zmarł 26 lutego 1936 w Otwocku. Trzy dni później został pochowany na Cmentarzu Garnizonowym w Grudziądzu.

## Ordery i odznaczenia
- Krzyż Komandorski Orderu Odrodzenia Polski (2 maja 1923)[9][10]
- Kawaler Legii Honorowej (Francja, zezwolenie Naczelnika Państwa w 1922)[11]
- Order Korony Żelaznej 3 klasy z dekoracją wojenną[12]
- Krzyż Zasługi Wojskowej 3 klasy z dekoracją wojenną i mieczami[12]
- Krzyż Zasługi Wojskowej 3 klasy[12]
- Signum Laudis Brązowy Medal Zasługi Wojskowej na wstążce Krzyża Zasługi Wojskowej[12]
- Signum Laudis Brązowy Medal Zasługi Wojskowej na czerwonej wstążce[12]
- Krzyż za 25-letnią służbę wojskową dla oficerów[12]
- Brązowy Medal Jubileuszowy Pamiątkowy dla Sił Zbrojnych i Żandarmerii[12]
- Krzyż Jubileuszowy Wojskowy[12]
- Krzyż Pamiątkowy Mobilizacji 1912–1913[12]

## Anegdota
Podobno kiedyś podczas zajęć szkoleniowych CSJ w plenerze jeden z oficerów pozwolił sobie zapalić papierosa. Na zwróconą mu przez generała Kasprzyckiego uwagę odrzekł naiwnie, że według regulaminu na świeżym powietrzu oficerowi wolno palić. Generał odpowiedział mu wówczas: „Tam, gdzie ja jestem, nie ma świeżego powietrza”.